# Żary
Pour les articles homonymes, voir Żary (homonymie).
Żary [ˈʐarɨ]  (Żarow en bas sorabe ; en allemand : Sorau) est une ville historique de l'Ouest de la Pologne, située dans la voïvodie de Lubusz (depuis 1999), le chef-lieu du powiat de Żary. Plus grande ville de la partie polonaise de la Lusace, Żary est l'un des plus grands centres économiques et culturels au sud de la voïvodie et mérite amplement de porter le nom de capitale de la Lusace polonaise.

## Géographie
Żary se trouve dans la région historique de Basse-Lusace qui s'étend de Żary à la ville de Gubin et sur l'autre côté de la frontière allemande jusqu'à Cottbus et Luckau. La ville est située au carrefour des grandes plaines de la Silésie et de la Grande-Pologne entre deux affluents de l'Oder : le Bóbr et la Neisse. La ville est le siège de l'administration et des institutions publiques dont peuvent bénéficier les habitants de cette partie de la voïvodie : succursale du ministère des Finances, établissement de sécurité sociale, bureau du travail, succursales de banques, collèges, écoles secondaires, filiale de l'Université de Zielona Góra.  
Żary est un centre industriel important. La situation de la ville en zone frontalière favorise beaucoup son développement économique. Les postes frontières polonais-allemand de Olszyna, Łęknica, Przewóz et la gare frontière de Forst se trouvent à moins de 40 km de Żary. Prochainement, un nouveau poste frontière sera ouvert à Forst/Zasieki. Żary est aussi un site attractif pour le tourisme. Dans la ville fondée il y a presque 1000 ans, on peut découvrir bien des monuments magnifiques. Beaucoup de pistes pittoresques cyclables et pédestres sillonnent la ville et ses environs.

## Administration
De 1975 à 1998, la ville est attachée administrativement à la voïvodie de Zielona Góra. Depuis 1999, elle fait partie de la voïvodie de Lubusz.
La ville est le siège administratif (chef-lieu) de la powiat de Żary et de la gmina de Żary.

## Histoire
Le début du peuplement sur les terres de Żary remonte à l'âge préhistorique. Le nom « Zara » (qui désigne probablement une petite tribu slave autonome) apparaît pour la première fois en 1007 dans la chronique de l'évêque Dithmar de Mersebourg. À cette époque-là, les terres de Żary dans l'est de la marche de Lusace sont occupées par les forces du duc Boleslas Ier le Vaillant et, à la fin de la guerre germano-polonaise avec le traité de Bautzen en 1018, furent rattachées à la Pologne. En 1031, le roi Conrad II le Salique reconquit les territoires perdus.

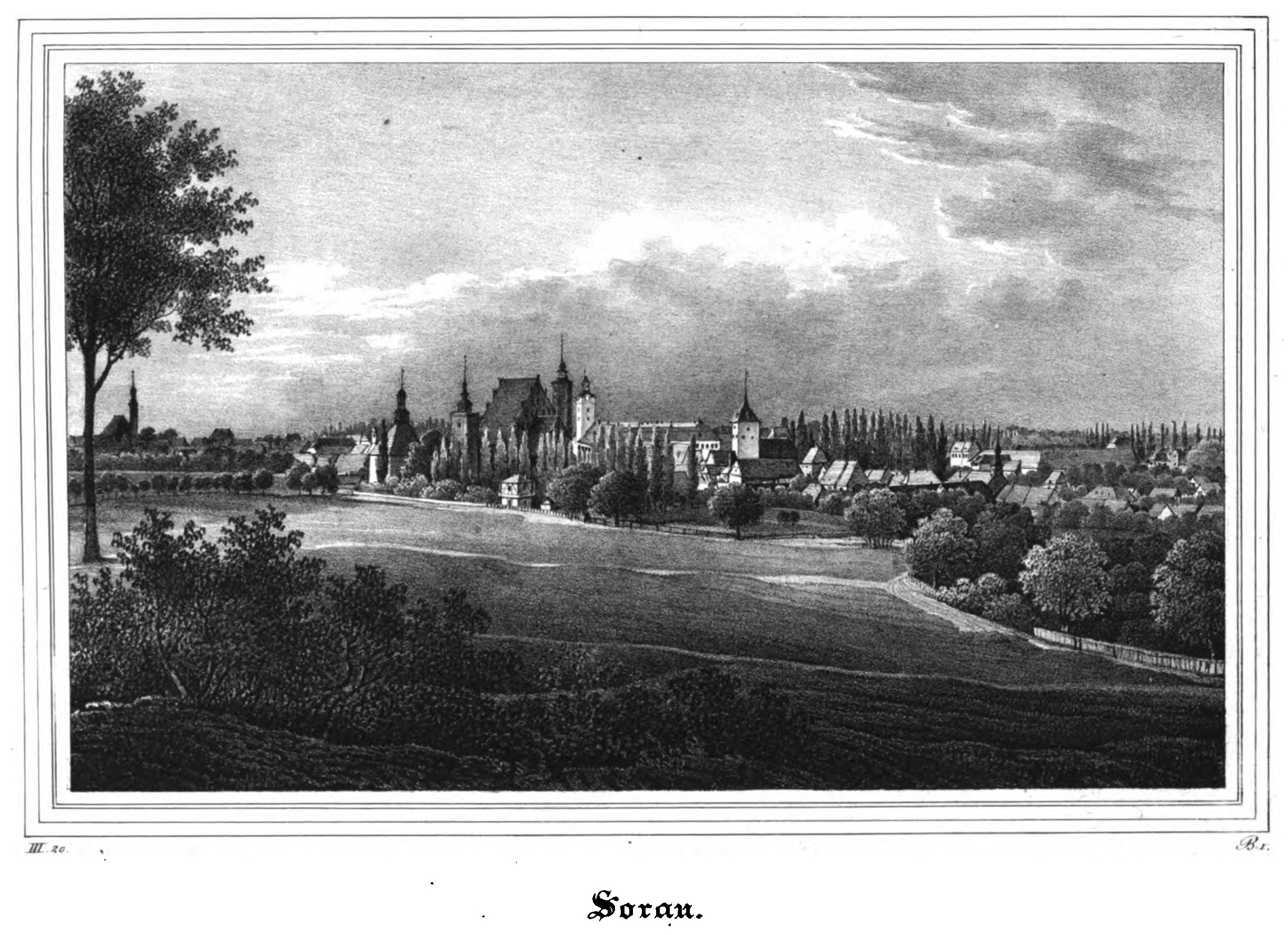
Vue sur Sorau (1837).

La ville de Sorau fut fondée vers 1260 en vertu du droit de Magdebourg au cours de la colonisation germanique. Elle englobait trois centres : la bourgade de marché sur « le chemin du sel » de Lipsk à Wrocław (Breslau), la place forte construite sur le marais (sur l'emplacement du château élevé plus tard) et la bourgade franciscaine installée en 1274. 
À cause de l'histoire trouble des terres frontalières du duché de Silésie et de la Lusace, la ville changea très souvent de mains. Initialement, les seigneurs de Sorau qui relevaient de la maison Piast en Silésie ; à partir de 1364), la ville faisait partie des pays de  la couronne de Bohême. Au début du XVIe siècle, la Réforme protestante est prêchée à Sorau. Pendant la guerre de Trente Ans, par le traité de Prague signé en 1635, la Basse-Lusace passa à l'électorat de Saxe.
Au XIVe siècle, des corporations de drapiers, de toiliers, de brasseurs, de cordonniers, de teinturiers… existaient déjà. La ville appartenait aux représentants de grandes familles : Dewin, Bieberstein et (à partir de 1557) les proches de Balthasar de Promnitz, prince-évêque de Breslau, dont les résidences s'élèvent aujourd'hui encore sur la colline du château. 
Pendant plusieurs siècles, Sorau fut le centre de l'État corporatif autonome. Ses habitants s'enrichissaient dans le commerce et l'artisanat, ainsi que les beaux-arts. Le comte Erdmann II de Promnitz (1683–1745), seigneur de Sorau, de Triebel, et de Pless, qui a servi Auguste le Fort et son fils Auguste III en tant que conseiller privé et ministre du cabinet, a nommé Wolfgang Caspar Printz et (en 1705) Georg Philipp Telemann, à côté de Jean-Sébastien Bach le plus remarquable compositeur allemand du XVIIIe siècle, comme maîtres de chapelle à sa cour. La "Suite Polonaise" de Telemann est créée en partie à Sorau. En même temps, Erdmann Neumeister, l'un des auteurs les plus importants de chants protestants, fut prédicant d'Erdmann II. La construction de la nouvelle résidence des Promnitz, conçue en style baroque par l'architecte suisse Giovanni Simonetti, est finie en 1726.

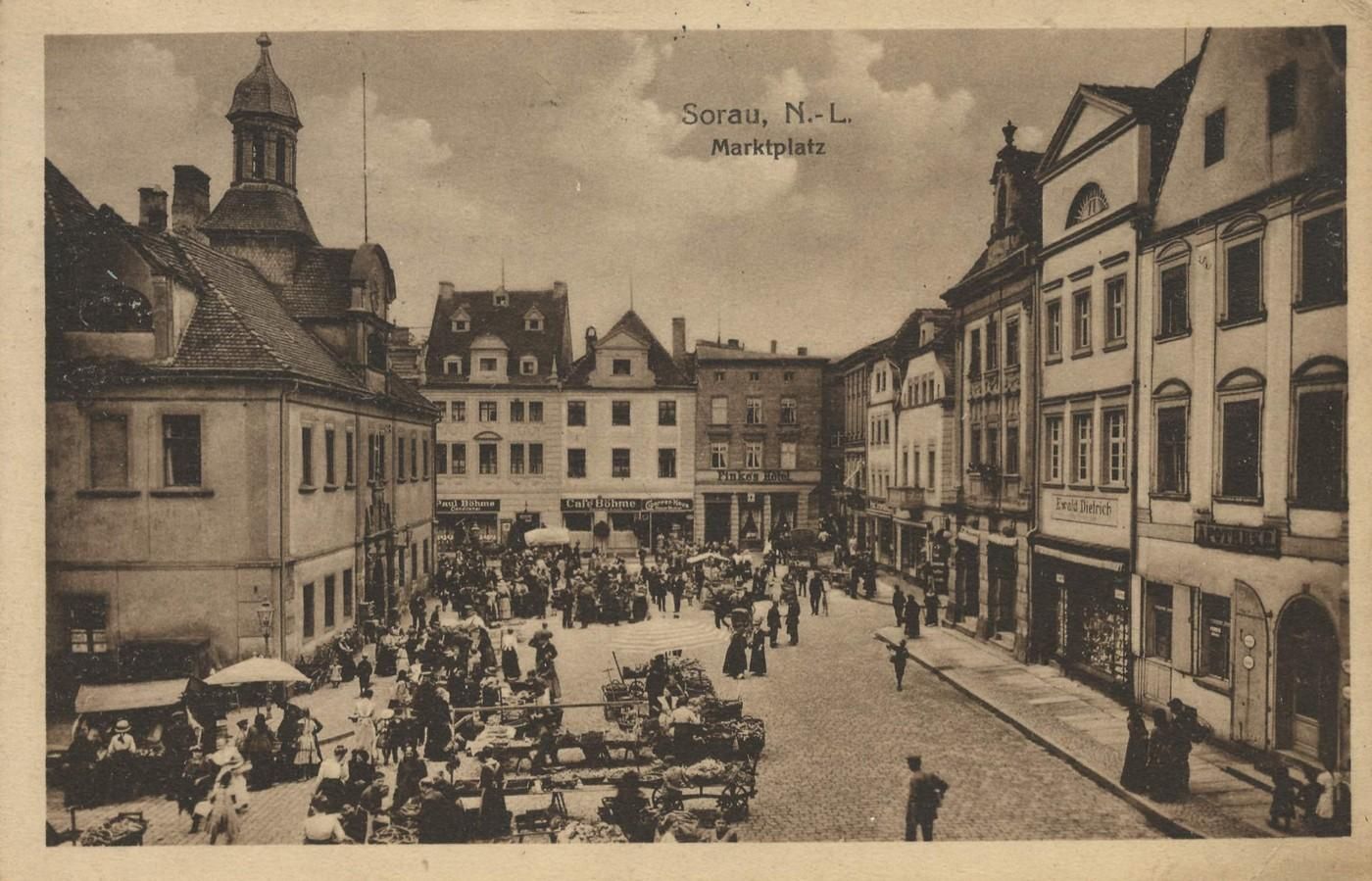
La place principale en 1921.

Sur la résolution du congrès de Vienne en 1815, la Basse-Lusace passa au royaume de Prusse et la ville de Sorau fut incorporée dans la province de Brandebourg jusqu'en 1945. Au XIXe siècle, Sorau devient un centre industriel en plein essor du temps de la Prusse et du Reich allemand. Ce sont surtout les établissements textiles, où travaillaient 50 % des personnes embauchées dans l'industrie, qui jouaient à cette époque un rôle important. 
Pendant la Seconde Guerre mondiale, les Allemands installent à Sorau une succursale de l'entreprise aéronautique Focke-Wulf. En avril, au cours du bombardement de la ville par les Alliés, une partie de la vieille ville est détruite. En janvier 1945, les troupes de l'Armée rouge entrent à Sorau. En vertu du traité de Potsdam, la ville revient à la Pologne qui rebaptise la ville de son ancien nom. Après la guerre, les habitants allemands sont chassés de la ville et remplacés par des Polonais également expulsés des frontières orientales.

## Curiosités touristiques
Malgré les dégâts importants dus à la guerre, il y a encore à Żary beaucoup de monuments intéressants. 
Dans la partie nord-ouest de la ville se trouve le château des Dewin - Biberstein - un bâtiment immense du XIIIe siècle, reconstruit ensuite en style renaissance. À côté le palais baroque des Promnitz établi selon le projet de l'architecte italien Giovanni Simonetti. Les deux résidences achetées par un investisseur privé attendent une remise en état. Elles sont entourées des vestiges de l'ancien parc à la française où se trouvent un pavillon de jardin et La Porte Bleue datant de 1708. 
L'église gothique du Sacré-Cœur domine la ville. Le sanctuaire auquel a été donné une forme fondamentale au XVe siècle, conserve encore le souvenir de la naissance de la ville. Les fragments des remparts dans l'aile du nord datent du XIIe siècle. À côté de la façade Est, (1670-1672) la chapelle baroque des Promnitz a été ajoutée. Près de l'église, se trouve un presbytère gothique et le bâtiment de surintendance en style gothique et renaissance. Ce bâtiment abrite actuellement les archives de la ville. 
Les fragments des remparts, deux donjons (la plus grande avec ses blocs de fer limoneux est devenue presque « un signe de reconnaissance » de Żary) et le clocher de pierres de la fin du XIVe siècle au début du XVe siècle sont les vestiges des fortifications de la ville du Moyen Âge. La salle d'exposition située près de l'hôtel de ville, rue Boleslawa Chrobrego appelée promenade de Żary et la salle de tradition dans le siège de la Corporation des artisans, rue Ogrodowa, méritent aussi d'être visitées.

## Économie

### La zone industrielle
L'ancien aéroport, actuellement désaffecté, fut construit avant 1939 et ne se trouve pas pollué. Le terrain actuellement hors service est situé en bordure des routes nationales 12 et 27 qui ceinturent la ville. 
En plus, possibilité de liaison à la gare ferroviaire. Terrain plat à forme régulière et viabilisé. La commune est prête à amener les fluides nécessaires à la limite de la parcelle. 
Żary se situe en 26e position sur la liste des chefs-lieux de district les plus attractifs pour les investisseurs. Cette liste a été établie par l'Institut de recherches sur les marchés économiques. 
Les autorités de Żary sont prêtes à aider les investisseurs de différentes manières : 
- en coordonnant les investissements communaux en liaison des investissements privés ;
- en adaptant le territoire de la commune selon les besoins des futurs investisseurs ;
- en adaptant l'enseignement secondaire et professionnel en fonction des profils recherchés par les futures entreprises ;
- en réalisant certains investissements.

### Données générales du territoire
| Propriétaire :                 | La commune                                                       |
| Forme de cession :             | Vente ou bail à vie                                              |
| Superficie :                   | 50 ha                                                            |
| Usage :                        | Construction de bâtiments pour industries, commerces ou services |
| Remarques :                    | Accès aux routes nationales et au périphérique municipal         |
| Le prix estimé est d'environ : | 9 PLN / m²                                                       |

### Programme d'aides régionales aux investisseurs
Pour obtenir l'exonération de la taxe immobilière mentionnée au § 2 de la loi, il faut remplir les conditions suivantes : 
1. réaliser un nouvel investissement dans le domaine production ou service sur le terrain défini par la loi (annexe no 1 du programme) équivalent au minimum à 50 000 euros par hectare.
2. créer au minimum 5 emplois pour un hectare de terrain.
3. exercer une activité conformément à l'annexe no 2 du programme.

Pour remplir les conditions d'exonération de la taxe immobilière du terrain, du bâtiment ou de l'immeuble (ou une partie) mentionné au § 2 point 1 de la présente loi pour une période de 5 années successives, il suffit de remplir toutes les conditions suivantes à savoir : 
1. réaliser un investissement dans l'activité du lieu décrit ci-dessus au moins une fois dans l'année précédant la première année civile exonérée de la taxe. Cet investissement doit être au minimum de 200 000 euros par hectare de terrain, compté à partir du 31 décembre de l'année précédente.
2. création dans un délai défini au point 1 au minimum 15 nouveaux emplois par hectare de terrain ; ces emplois seront effectifs pendant toute la période d'exonération.
3. réaliser dans la période d'exonération jusqu'à la fin de la dernière année civile une activité, sur les lieux définis plus haut, dans le § 2 point 1 de la présente loi et conformément à la classification PKD citée dans l'annexe 2 du programme, par contribuables ou par d'autres personnes bénéficiant du bien immobilier selon la loi définissant leurs rapports pendant toute la période de l'exonération.

## Démographie
Données du 30 juin 2004:
| Description        | Total    | Total    | Femmes | Femmes | Hommes | Hommes |
| ------------------ | -------- | -------- | ------ | ------ | ------ | ------ |
| Unité              | Nombre   | %        | Nombre | %      | Nombre | %      |
| Population         | 34 837   | 100      | 18 449 | 52,96  | 16 388 | 47,04  |
| Densité (hab./km²) | 1 048,04 | 1 048,04 | 555,02 | 555,02 | 493,02 | 493,02 |

## Personnalités
- Michael Neander (1525–1595), philologue ;
- Eugenio Casparini (1623–1706), facteur d'orgues
- Erdmann Neumeister (1671–1756), prédicateur d'Erdmann II Promnitz ;
- Georg Philipp Telemann (1681–1767), compositeur ;
- Johann Samuel Petri (1738–1808), compositeur enseignant, chantre et auteur ;
- Frédéric de Wendt (1738–1818), médecin ;
- Ernst Kummer (1810–1893), mathématicien ;
- Else Wenz-Viëtor (1882-1973), illustratrice et designeuse allemande
- Friedrich Schoenfelder (1916–2011), acteur ;
- Tadeusz Ślusarski (1950–1998), médaillé olympique d'or et d'argent de saut à la perche[3] ;
- Józef Tracz (né en 1964), lutteur (style gréco-romain) qui a remporté 3 médailles olympiques[3] ;
- Jolanta Fedak (1960-2020), femme politique ;
- Andrzej Niedzielan (né en 1979), footballeur ;
- Iwona Matkowska (née en 1982), lutteuse.

## Relations internationales

### Jumelages
- Weißwasser (Allemagne)
- Longuyon (France)
- Gárdony (Hongrie)

## Galerie

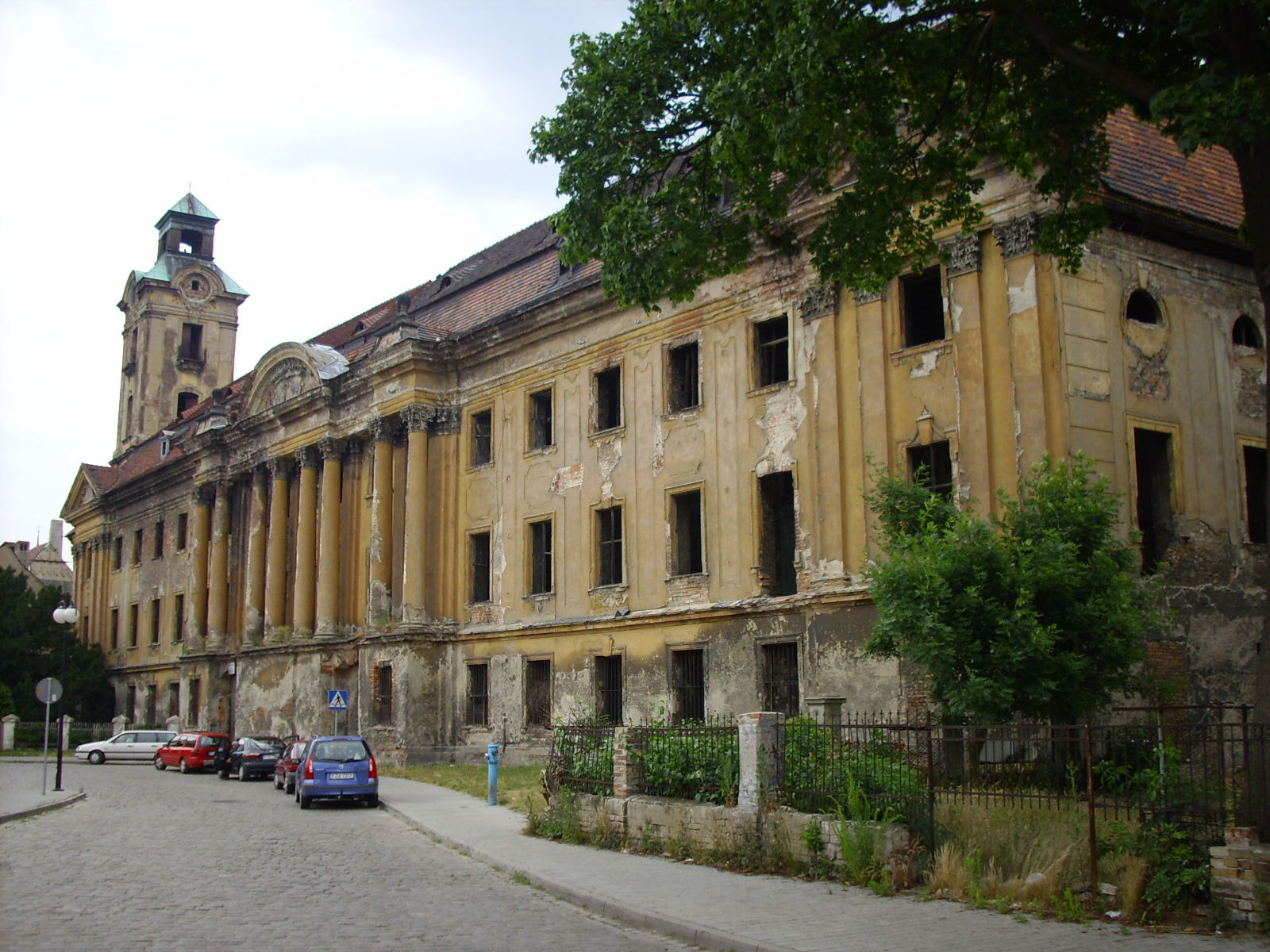
Palais Promnitzs
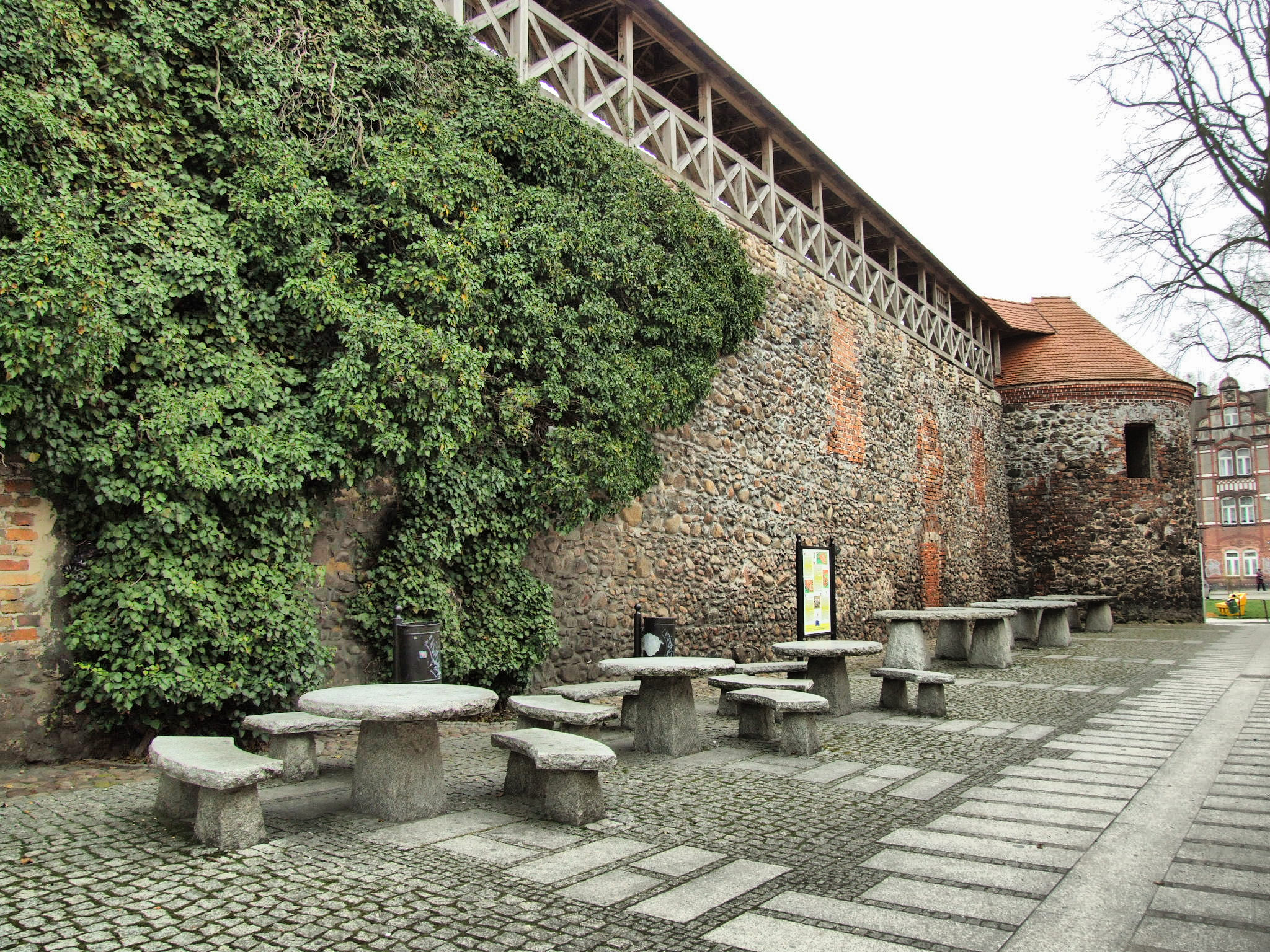
Rue Cicha - murs de la ville et de la tour de la défense
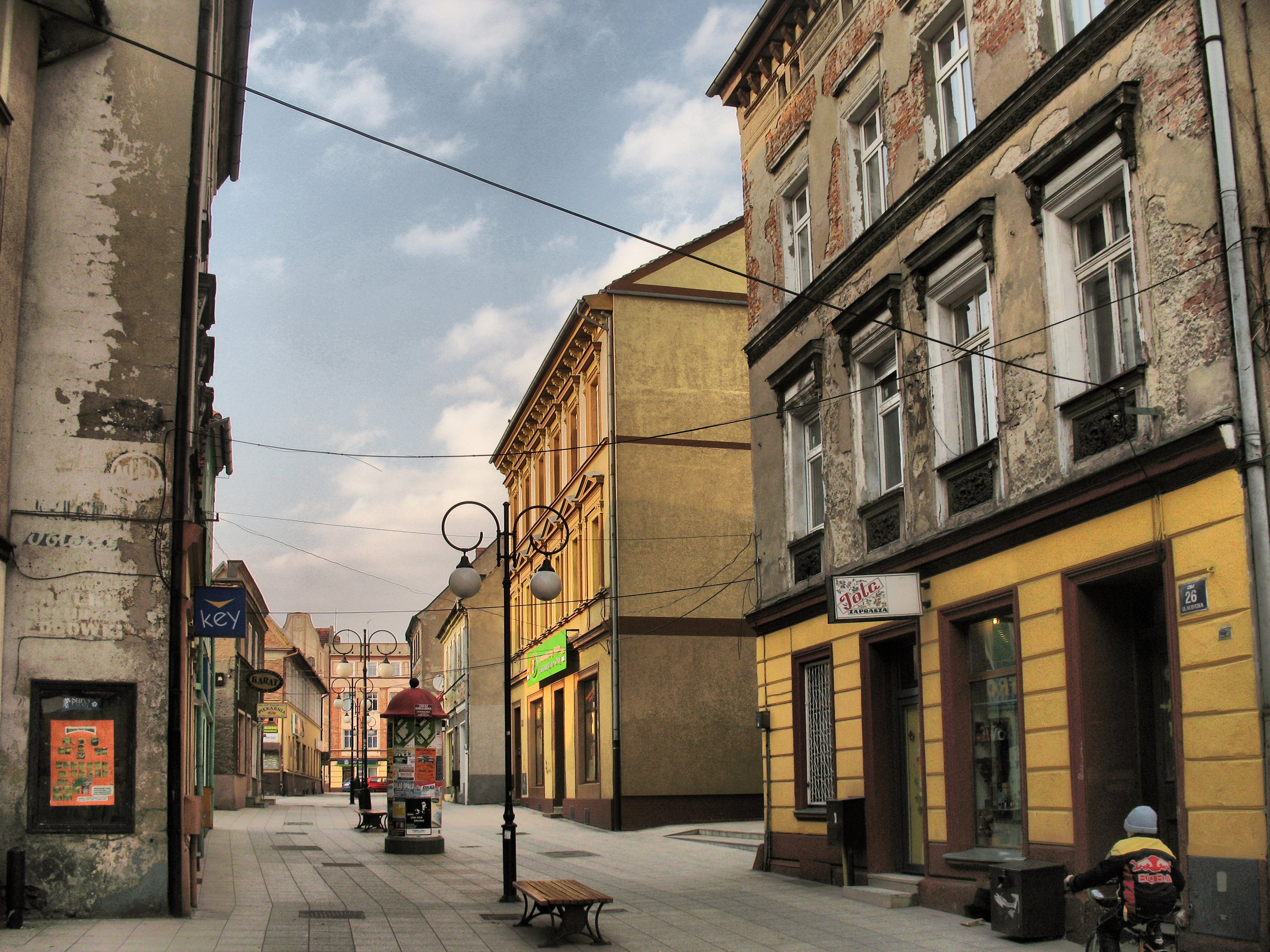
Rue Śródmiejska
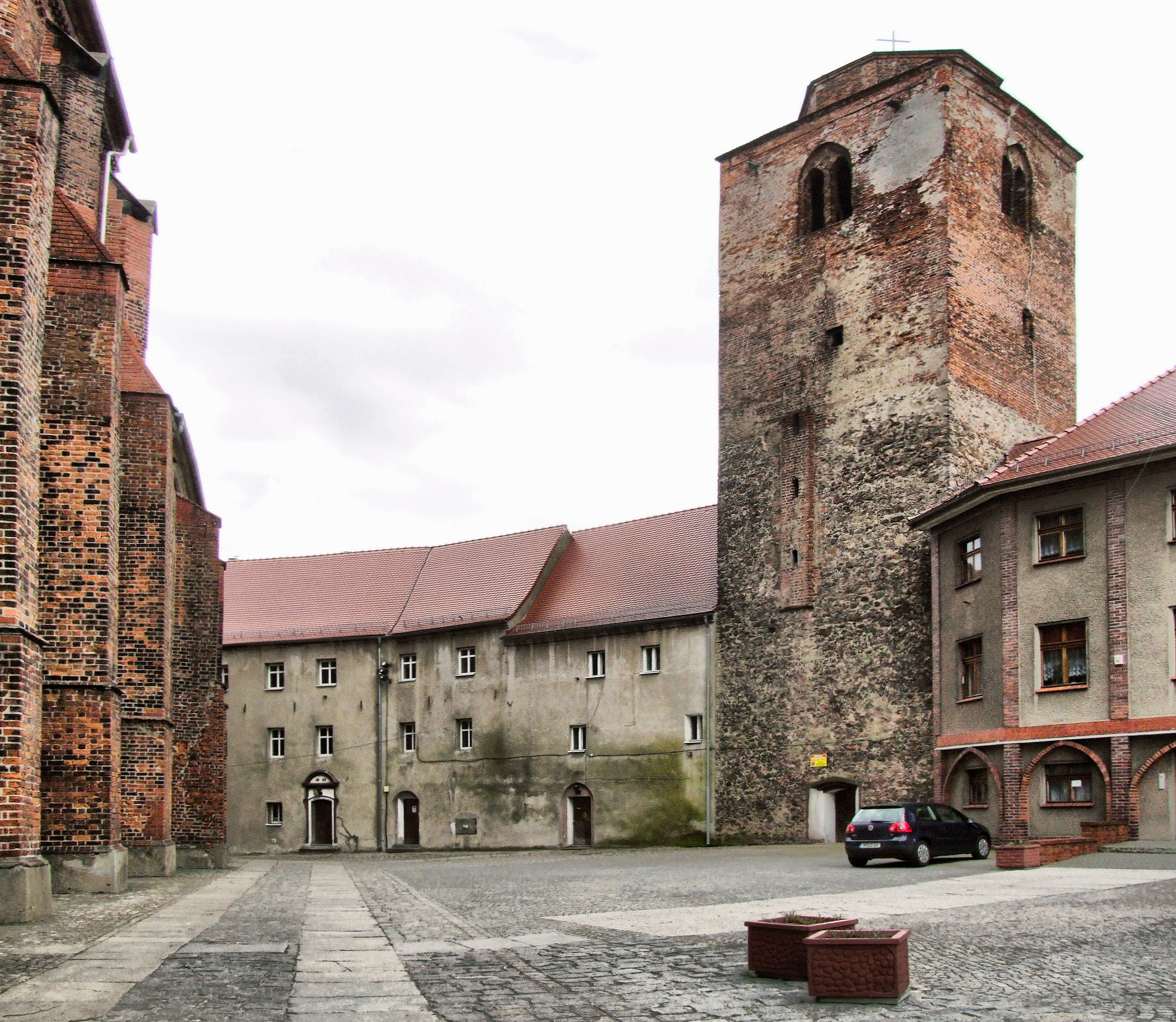
Clocher en pierres
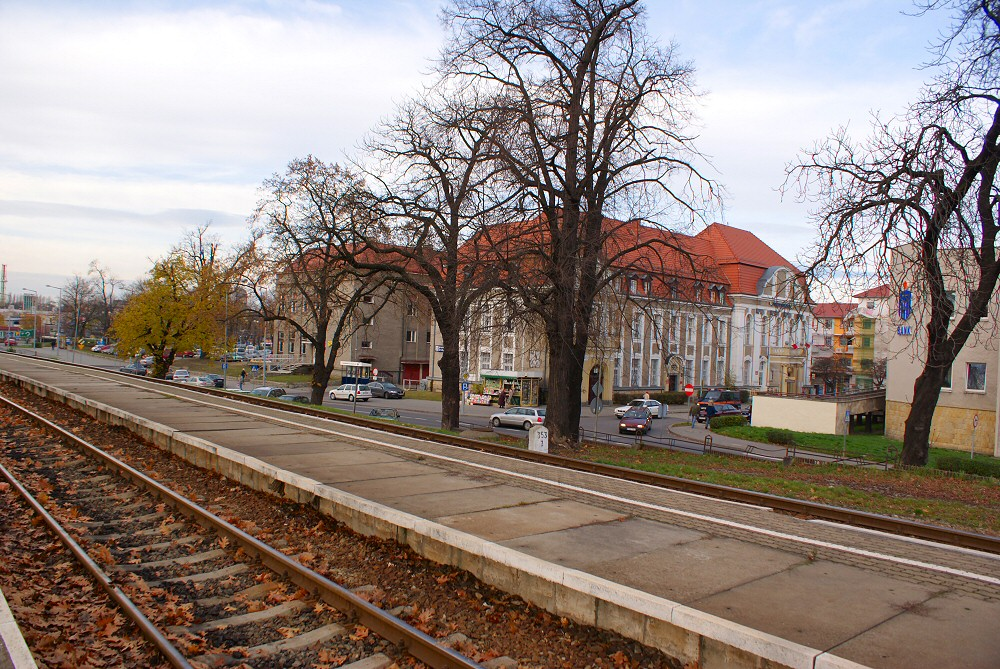
Vue de la ville depuis la gare ferroviaire
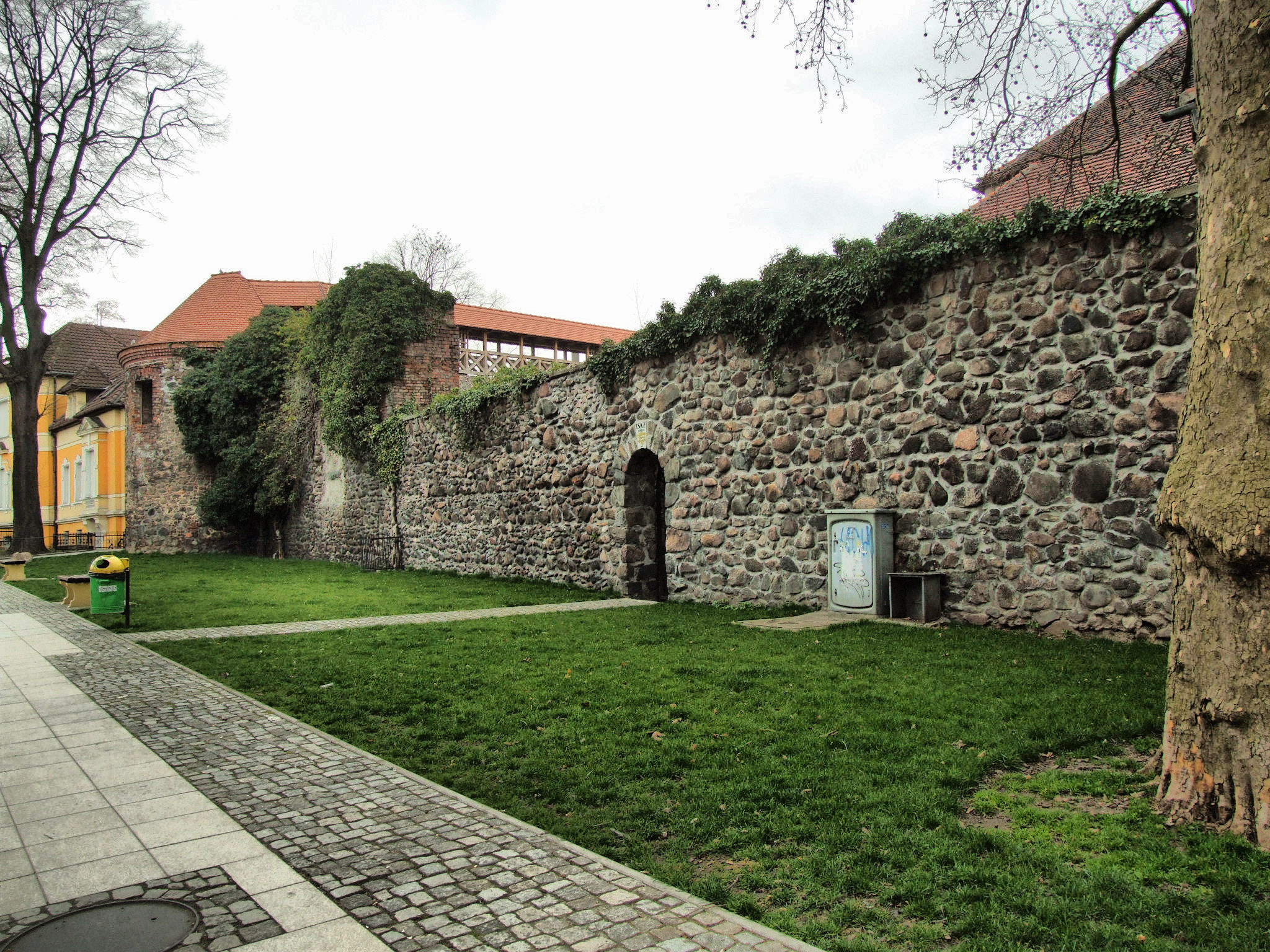
Les vestiges de l'enceinte médiévale
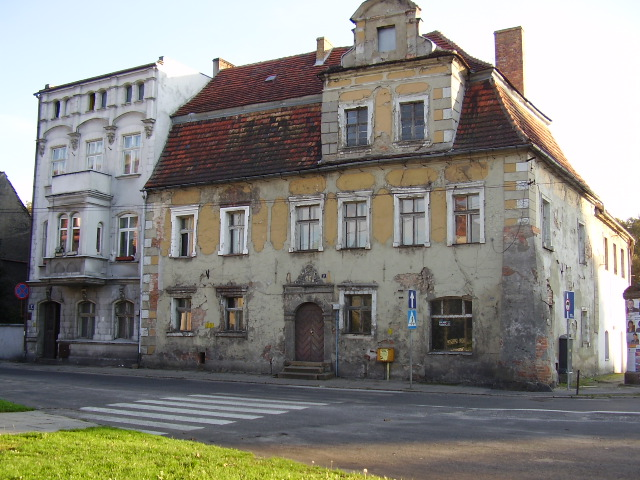
Immeuble historique
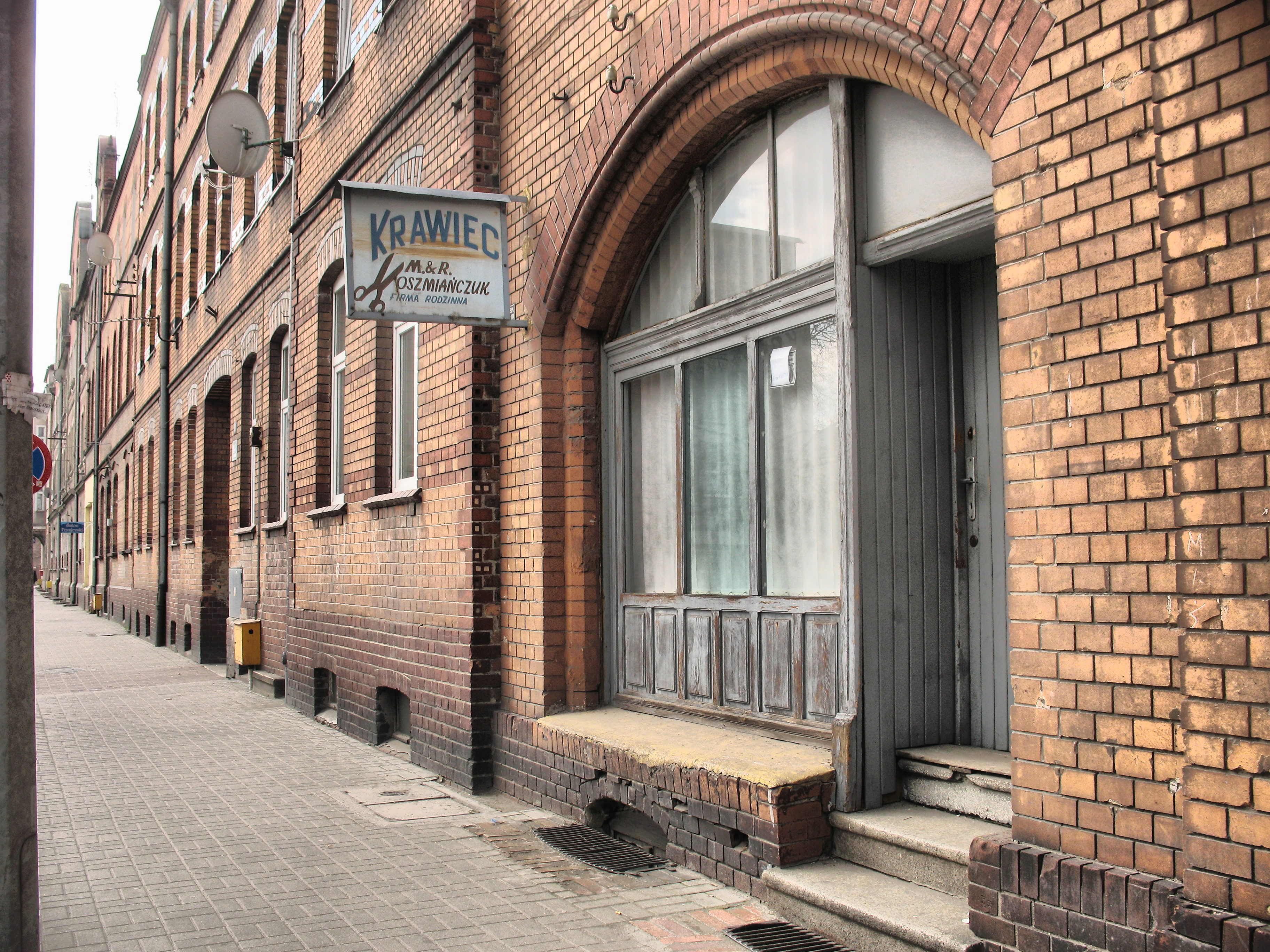
Rue Okrzei
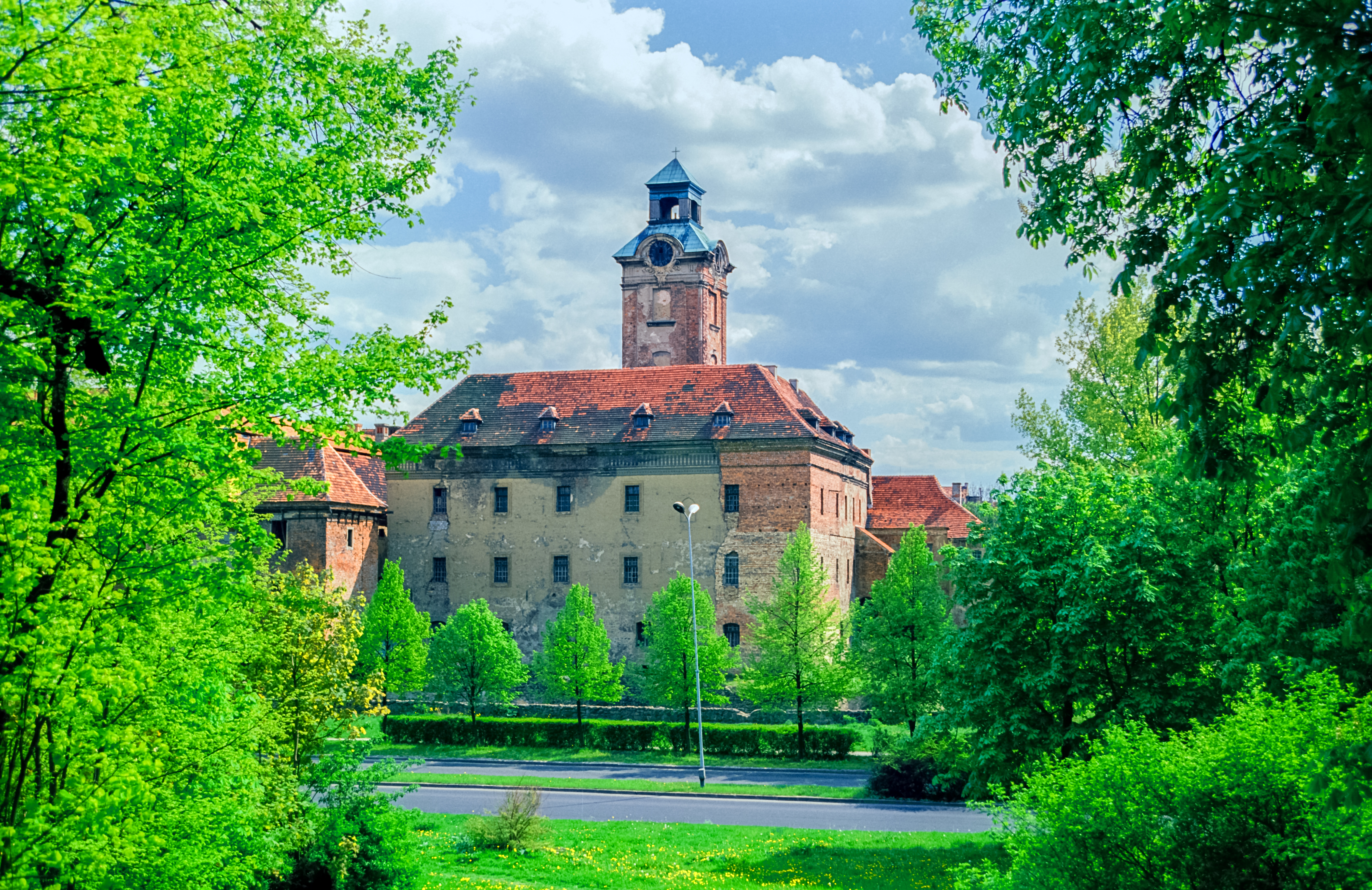
Château de Dewins-Packs-Bibersteins
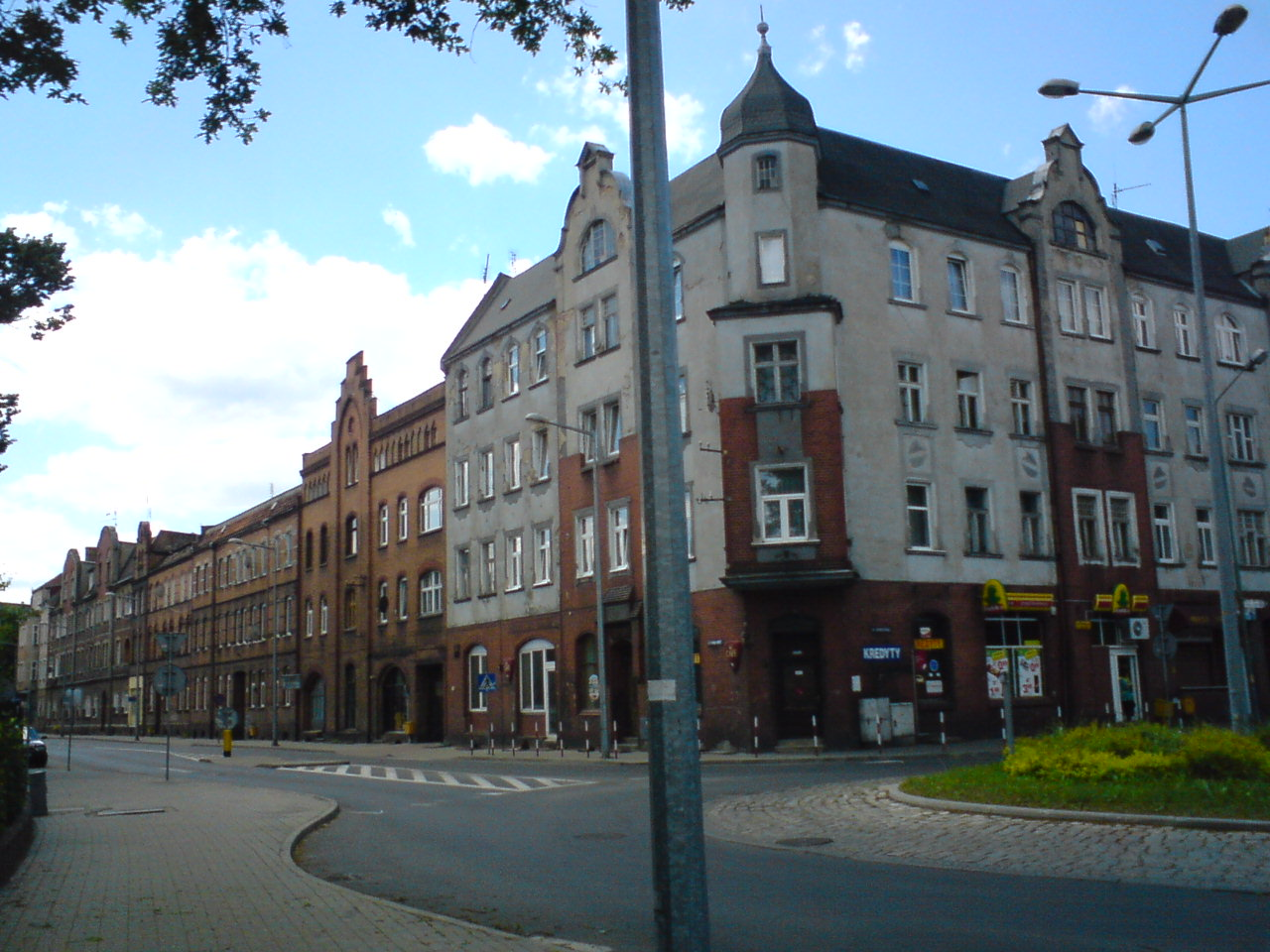
District Zatorze